# Jean Litoux
Jean René Pierre Litoux (né le 3 avril 1839 à Nantes et mort le 17 janvier 1903 à Paris 8e) est un architecte et graveur français.

## Biographie
Jean René Pierre Litoux est le fils de Jean Augustin Litoux, marchand de vin et tonnelier à Nantes, et de Renée Perrine Papin. Il est de la famille de Pierre Litoux.
Il entre à l'École des beaux-arts en 1857, où il est l'élève de Charles-Auguste Questel. Il devient professeur de dessin à Paris.
Attaché aux travaux de l'Exposition universelle de 1867 dans l'agence d'Alfred-Philibert Aldrophe, il reçoit une médaille de collaboration à cette occasion. Il collabore et s'associe ensuite avec Antoine-Gaëtan Guérinot.
Il se consacre également à la gravure à l'eau-forte, exposant au Muséum de Nantes en 1872 et au Salon des artistes français à Paris à partir de 1887.
En Suède, Litoux est surtout connu pour avoir conçu la résidence de l'actuel Premier ministre, la maison Sager, à Stockholm. Pendant ses années de diplomatie dans la capitale française, le propriétaire de la maison, Robert Sager, passionné d'architecture, avait suivi les cours d'architecture de Litoux. Litoux a dessiné la maquette des nouvelles façades de la maison, qui ont ensuite été retravaillées par Sager. On lui doit également une maison située à Hamngatan 14 dans le complexe Sagerska husen, aujourd'hui démolie.

## Œuvre
- Maison Sager, à Stockholm (1884)[2]

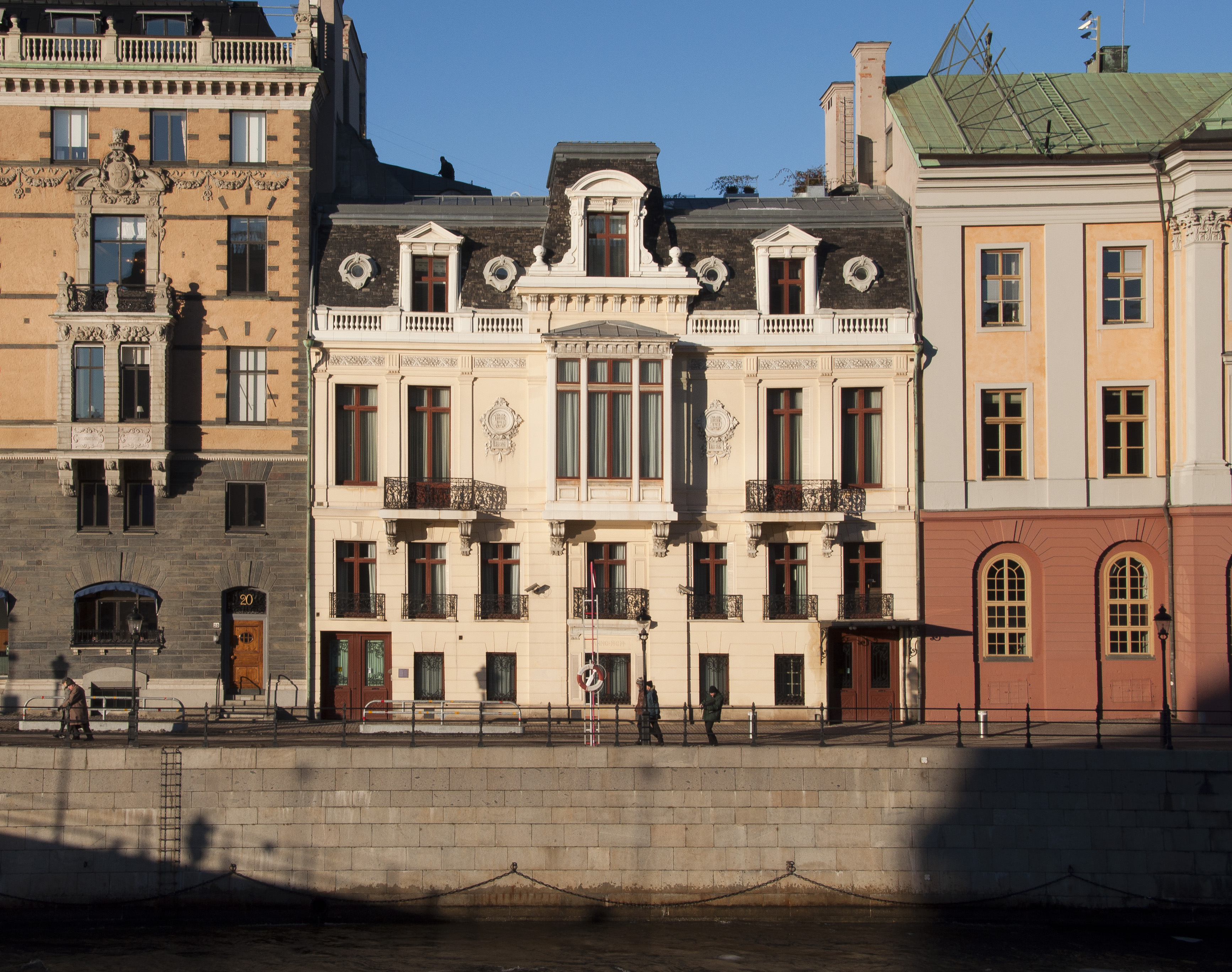
La maison Sager à Stockholm.

- Hôtel du Photo-club de Paris, no 44 rue des Mathurins, Paris (1897)[3].